# Cimetière juif de Tartu
Le cimetière juif (en estonien : Tartu juudi kalmistu) est un cimetière de Tartu en Estonie. 

## Histoire
Le premier cimetière juif de Tartu était situé derrière le cimetière de Raadi. 
En 1895, il n'y avait plus de place pour de nouvelles inhumations. 
Le rabbin Meier Kropman et Elieser Ferkin, représentants de la congrégation juive, ont écrit une lettre aux autorités de la ville de Tartu pour obtenir un terrain.
La ville a donné un terrain pour le nouveau cimetière à côté du cimetière des vieux croyants de Tartu à l'intersection des rues Roos tänav et Jänese tänav. 
Le cimetière a été construit à la fin du XIXe siècle avec de hauts murs et son portail bleu.
En 1896, la congrégation a construit une chambre funéraire dans le cimetière.
La ville de Tartu a donné le cimetière à la communauté juive en 2000.

## Époque actuelle
Le cimetière est situé près de la rue Roosi tänav et de la rue Jänese tänav, à côté du cimetière des vieux croyants.
Une partie du cimetière de Raadi, aujourd'hui disparue, a également été appelée l'ancien cimetière juif.
Dans les années 2020, le cimetière n'est plus utilisé pour les enterrements.
Un mur d'enceinte en béton et deux mausolées dans la partie nord du cimetière restent les structures d'origine. 
Le mur d'enceinte a été renové en 2015. 
Les enterrement se font désormais au cimetière juif de Lohkva.

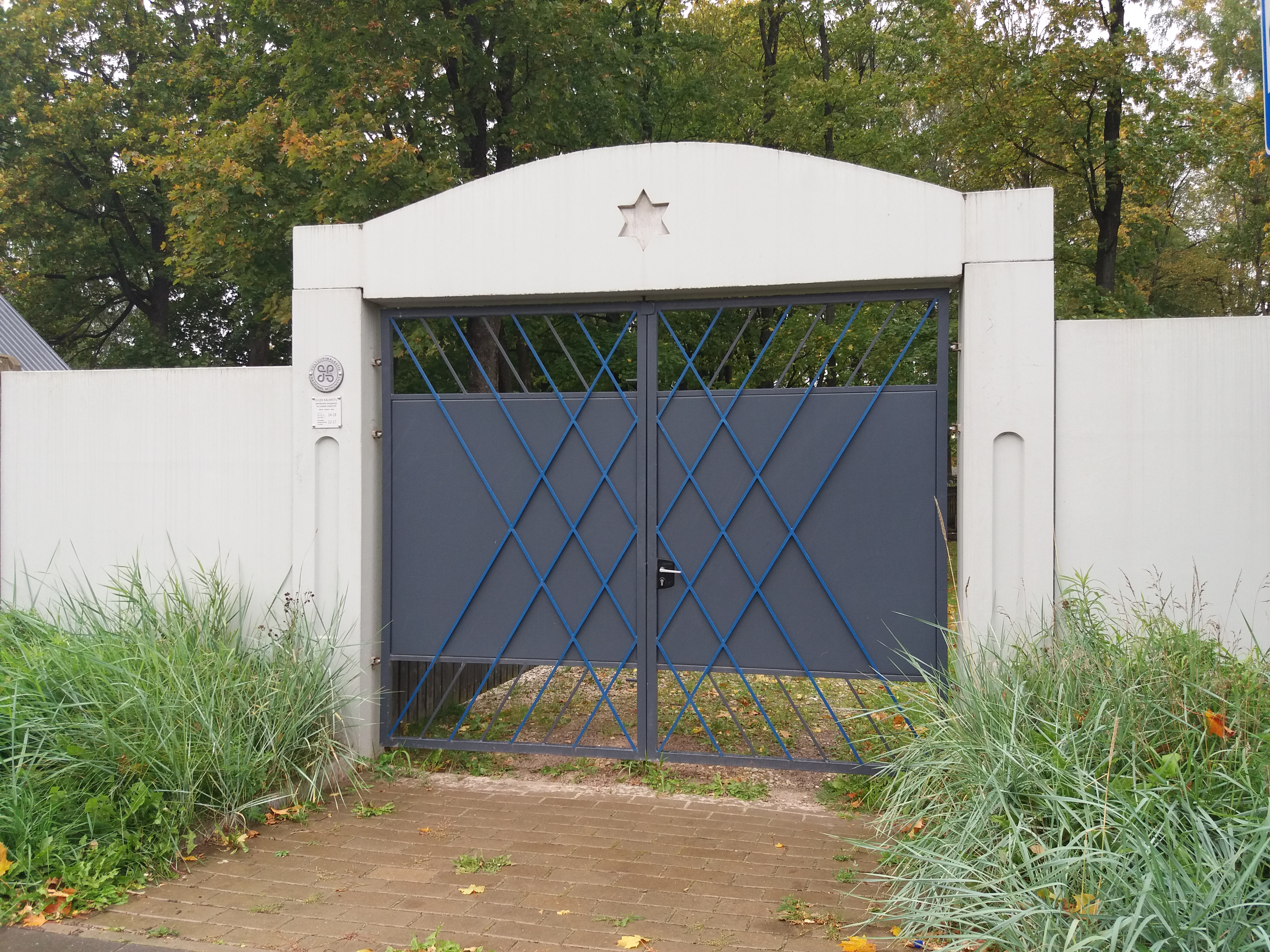
Le portail du cimetière.